# 托馬什夫卡 (杜納伊夫齊區)
49°3′3″N 26°46′19″E / 49.05083°N 26.77194°E
托馬什夫卡（烏克蘭語：Томашівка）是位於烏克蘭西部赫梅利尼茨基州裏卡緬涅茨-波多利斯基區的村莊，面積3.47平方公里，海拔高度289米，2001年人口1,259，人口密度每平方公里362.9人。